# Aasgierfonds

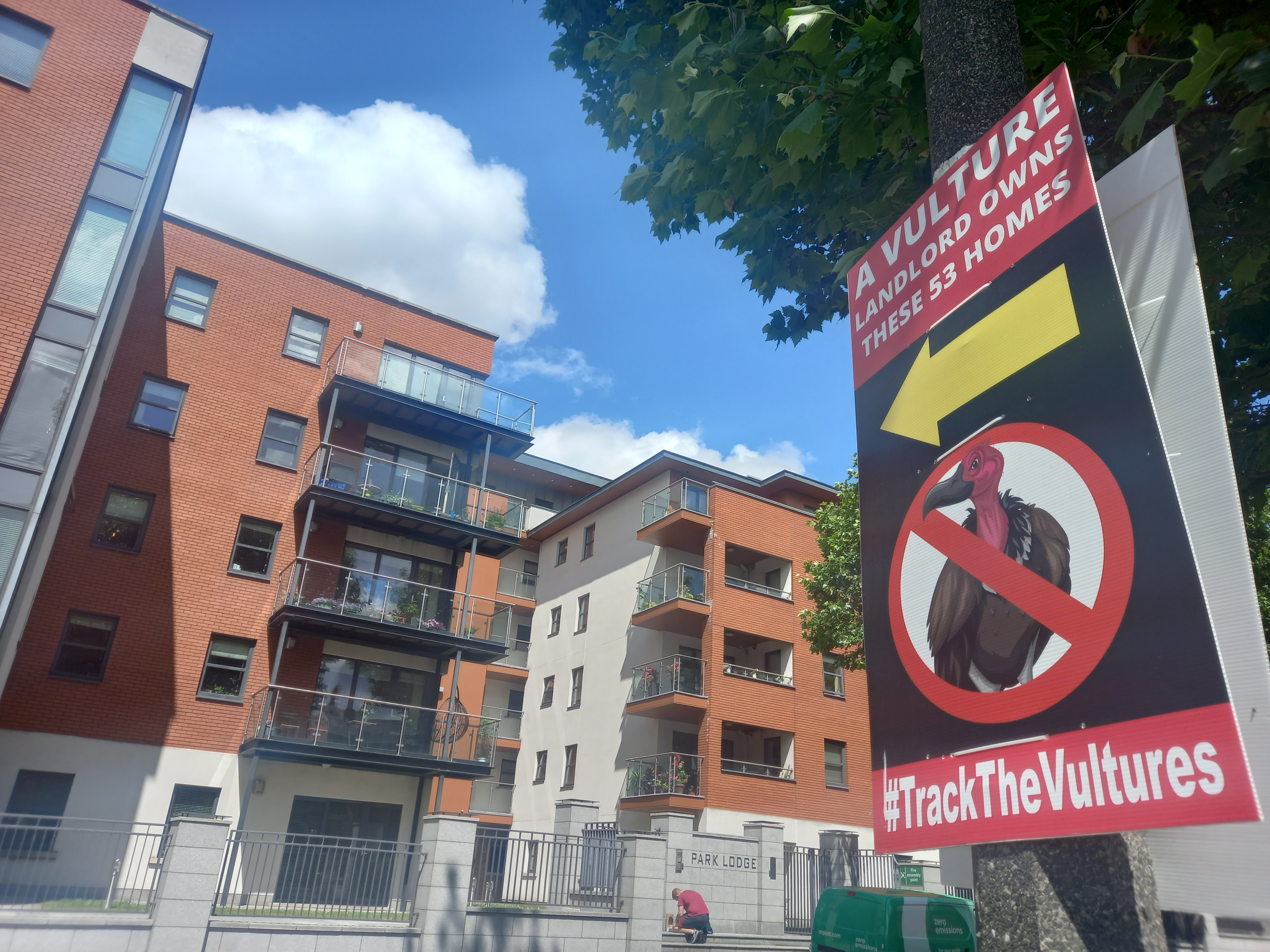
Reclamebord anti-aasgierfonds in Ierland

Een aasgierfonds (Engels: Vulture fund, officieel distressed securities fund) is een financieel fonds waarin commerciële instellingen de overgenomen schuldenlasten van derdewereldlanden aan banken of overheden plaatsen.
De overname van deze schuldenlasten gebeurt ver onder de nominale waarde, omdat de oorspronkelijke schuldeisers ervan uitgaan dat ze nooit hun leningen zullen kunnen recupereren. Door de nieuwe eigenaars, ook wel “procederende schuldeisers” genoemd, worden via rechterlijke procedures de ontwikkelingslanden gedwongen de volledige schuld en achterstallige intresten terug te betalen. Aldus hopen zij alsnog grote winsten te maken. Een techniek om hun belegging terug te vorderen is beslagname van overheidsgelden, zoals ontwikkelingsgeld bestemd voor het financieren van ontwikkelingsprojecten in ontwikkelingslanden.
De aasgierfondsen zijn een recent fenomeen in de geschiedenis van de overheidsschuld en de afhandeling van het staatsbankroet.
Aasgierfondsen zijn vaak geregistreerd in belastingparadijzen zoals de Britse Maagdeneilanden (Donegal International Ltd), de Kaaimaneilanden (Kensington International Ltd) en de Amerikaanse Staat Delaware (FG Hemisphere).

## België
In België werd reeds in 2008 een wet aangenomen om te beletten dat beslag wordt gelegd op overheidsfondsen voor ontwikkelingshulp, of dat de Nationale Delcrederedienst schuldvorderingen inzake ontwikkelingshulp zou overdragen (6 april 2008: Wet die ertoe strekt de inbeslagneming of de overdracht te verhinderen van overheidsgeld bestemd voor de internationale samenwerking, met name via de techniek van de aasgierfondsen op 16 mei 2008 gepubliceerd in het Belgisch Staatsblad
). Gezien de wet niet retroactief is, is er aparte jurisdictie nodig over de acties van aasgierfondsen in het verleden.
In 2015 werd een aanvullend wetsontwerp ingediend waardoor vorderingen van aasgierfondsen in België praktisch onuitvoerbaar zouden worden. We willen de vleugels van de aasgierfondsen afknippen, stelde Luk Van Biesen die samen met Ahmed Laaouej initiatiefnemer van het voorstel is. Hij benadrukte dat België zich hiermee een pionier toont in de strijd tegen de aasgierfondsen. Het voorstel kreeg meteen de steun van de overige partijen, en van de regering.
Koning Filip ondertekende de wet op 12 juli 2015. De "Wet teneinde de activiteiten van de aasgierfondsen aan te pakken" is gepubliceerd in het Belgisch Staatsblad van 11 september 2015. Alleen internationale verdragen zouden de uitvoering van de wet kunnen beletten (artikel 3).
Op 2 maart 2016 diende het aasgierfonds NML Capital, geregistreerd op de Kaaimaneilanden, bij het Grondwettelijk Hof een 'beroep tot nietigverklaring' tegen deze wet in.

## Internationaal
De Algemene Vergadering van de Verenigde Naties pleitte op 9 september 2014 in Resolutie 68/304 voor een internationaal juridisch kader voor de herstructurering van overheidsschuld, inclusief het bestrijden van speculatie door aasgierfondsen. De resolutie werd aangenomen met 124 tegen 11, en 41 onthoudingen. De tegenstemmen kwamen onder meer van de Verenigde Staten, het Verenigd Koninkrijk en Duitsland. In een vervolgresolutie 69/319 van 10 september 2015 werden de basisprincipes van schuldherschikking vastgelegd.
Wetgeving om aasgierfondsen aan banden te leggen, werd ook gestemd In het Verenigd Koninkrijk, Jersey, en het eiland Man. In Guernsey en de Verenigde Staten werd gelijkaardige wetgeving besproken, maar niet gestemd.